# Cora Sue Collins

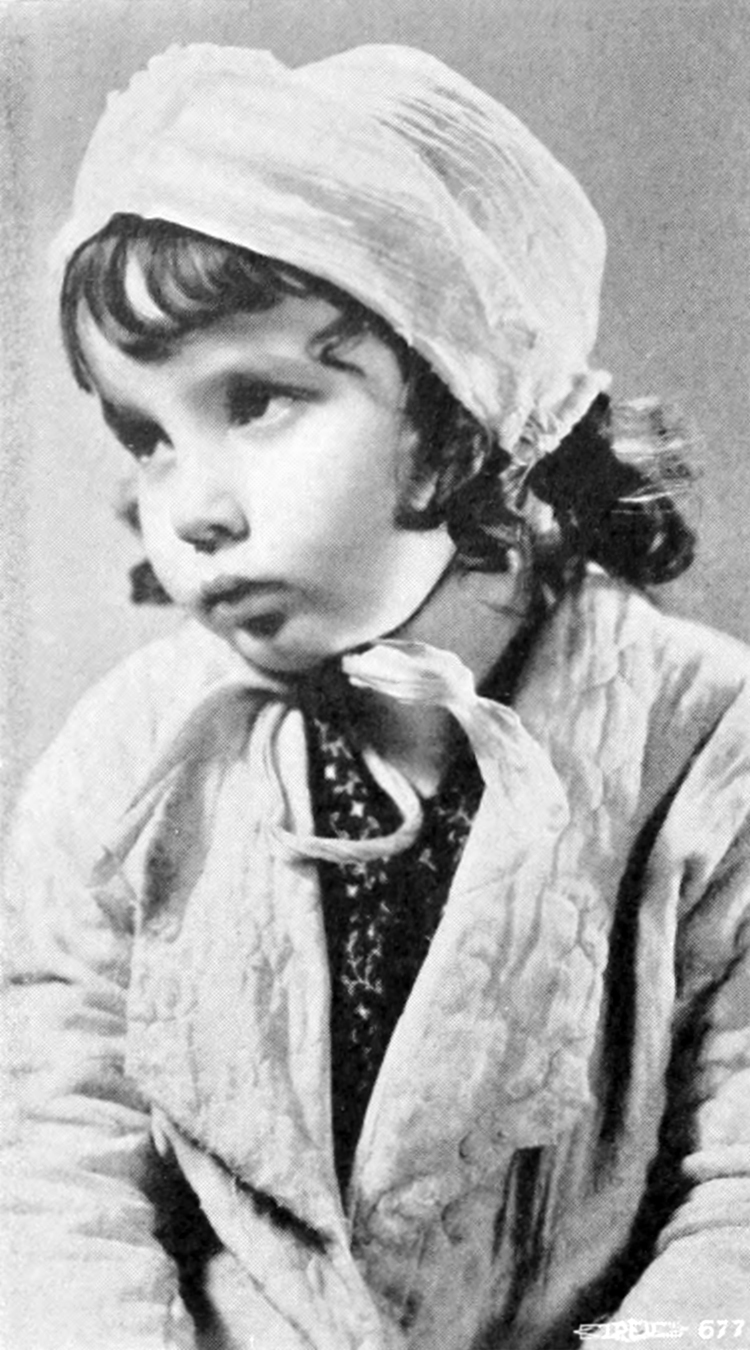
Cora Sue Collins, 1931

Cora Sue Collins (* 19. April 1927 in Beckley, West Virginia; † 27. April 2025 in Beverly Hills, Kalifornien) war eine US-amerikanische Schauspielerin, eine vielbeschäftigte Kinderdarstellerin im Hollywood der 1930er-Jahre.

## Leben
Cora Sue Collins wuchs die ersten Lebensjahre in West Virginia auf. Für den Großteil ihres Barvermögens kaufte Collins’ Mutter eine Zugkarte für sich und ihre Tochter nach Hollywood. Dort gelang Collins mit vier Jahren der Sprung ins Filmgeschäft, vor allem da sie die Fähigkeit hatte, in ihren Filmrollen auf Kommando zu weinen. Ihr erster Film wurde die Slim-Summerville-Komödie The Unexpected Father aus dem Jahr 1932.
In den folgenden Jahren hatte Collins kleinere bis mittlere Auftritte in vielen Hollywood-Großproduktionen. Sie spielte an der Seite von Leinwandstars wie Bette Davis, James Cagney, Claudette Colbert, Fredric March, Irene Dunne, Ginger Rogers und William Powell. In dem Historiendrama Königin Christine verkörperte sie 1933 die titelgebende Königin Christina als Kind, die als Erwachsene von Greta Garbo dargestellt wurde. Garbo lud das Mädchen während der Dreharbeiten öfters zum Tee ein und die beiden blieben bis zu Garbos Tod 1990 befreundet. Auch ansonsten stellte die Kinderdarstellerin öfters die jüngere Version der Hauptdarstellerin dar, so von Colbert in Torch Singer (1933), Frances Dee in The Strange Case of Clara Deane (1932) und Keep ’Em Rolling (1934), Loretta Young in Caravan (1934), Merle Oberon in Der Weg im Dunkel (1935) und Lynn Bari in König der Toreros (1941).
Zwei weitere bekannte Rollen hatte Collins in Literaturverfilmungen: als Tanja in Anna Karenina (1935), der Verfilmung von Lew Tolstois gleichnamigem Roman, sowie als Amy Lawrence im Technicolorfilm Toms Abenteuer (1938), einer Verfilmung von Mark Twains Die Abenteuer des Tom Sawyer. Collins zählte zu Hollywoods meistbeschäftigten Kinderdarstellerinnen der 1930er-Jahre, wenngleich ihr der Durchbruch zu einem großen Kinderstar im Gegensatz zu etwa Shirley Temple verwehrt blieb. Lukrativ war ihre Karriere dennoch, sie erhielt in ihrem Vertrag bei Metro-Goldwyn-Mayer rund 250 US-Dollar die Woche (2025 umgerechnet rund 5900 Dollar). Nachdem sie zuletzt etwa eine jugendliche Delinquentin in Youth on Trial (1945) gespielt hatte, zog sich Collins im Alter von 18 Jahren aus dem Filmgeschäft zurück. Bis dahin hatte sie fast 50 Filme gedreht. 
2020 erklärte Collins im Nachgang der MeToo-Debatte, ein Hauptgrund für ihren Rückzug aus dem Filmgeschäft sei gewesen, dass sie mit 15 Jahren von dem rund 50-jährigen Drehbuchautor Harry Ruskin bedrängt worden sei, für eine Rolle mit ihm zu schlafen.
Collins war dreimal verheiratet: von 1943 bis zur Scheidung 1947 mit dem Clubbesitzer Ivan Stauffer, bis zu dessen Tod 1962 mit James MacKay (dem Besitzer des Resorts Cal-Neva Lodge in Lake Tahoe) sowie von 1969 bis zu dessen Tod mit dem Kinokettenbesitzer Harry Nace. Aus der Ehe mit MacKay hatte sie drei Kinder. Bis zu ihrem Tod absolvierte sie häufiger öffentliche Auftritte bei Veranstaltungen um das alte Hollywood und gab verschiedene Interviews, zumal sie eine der letzten Zeitzeuginnen des Hollywoods der 1930er-Jahre war. Collins starb im Alter von 98 Jahren nach einem Schlaganfall.

## Filmografie (Auswahl)
- 1932: The Unexpected Father
- 1932: The Strange Case of Clara Deane
- 1932: Liebesleid (Smilin’ Through)
- 1932: Silberdollar (Silver Dollar)
- 1933: Der Mann mit der Kamera (Picture Snatcher)
- 1933: Mary Stevens, M. D. (Mary Stevens)
- 1933: Torch Singer
- 1933: Der Boxer und die Lady (The Prizefighter and the Lady)
- 1933: Königin Christine (Queen Christina)
- 1934: Caravan
- 1934: Keep ’Em Rolling
- 1934: Schwarzer Mond (Black Moon)
- 1934: Die Schatzinsel (Treasure Island)
- 1934: The Scarlet Letter
- 1934: Ich kämpfe für dich (Evelyn Prentice)
- 1935: Tolle Marietta (Naughty Marietta)
- 1935: Public Hero No. 1
- 1935: Mad Love
- 1935: Anna Karenina
- 1935: Der Weg im Dunkel (The Dark Angel)
- 1935: Magnificent Obsession
- 1936: Devil’s Squadron
- 1938: Toms Abenteuer (The Adventures of Tom Sawyer)
- 1939: Stop, Look and Love
- 1940: Hölle, wo ist dein Sieg? (All This, and Heaven Too)
- 1941: König der Toreros (Blood and Sand)
- 1942: Get Hep to Love
- 1942: Johnny Doughboy
- 1945: Youth on Trial
- 1945: Eine Frau mit Unternehmungsgeist (Roughly Speaking)
- 1945: Weekend im Waldorf (Week-End at the Waldorf)